# 钟晋宝
钟晋宝（1994年11月25日—），男，湖北武汉人，中国足球运动员，司职前卫，2013年入选U22国家队。从2013年开始效力于河南建业足球俱乐部，球衣30号。
2016年7月24日晚，河南建业对阵江苏苏宁，钟晋宝射入一球。
2017年6月17日晚，河南建业对阵延边富德，钟晋宝在第5分钟率先为建业打入一球。